# أمراض المعدة
هي جزء القناة الهضمية الذي يلي المرئ، وتفضي بعدها إلى الأمعاء، وهي أشبه بكيس متمدد يستوعب الطعام حتى يهضم ثم يدفع إلى الأمعاء. وتقع المعدة في الجزء العلوى من البطن.
ووظيفة المعدة هي هضم المواد الغذائية التي نتناولها وخاصة المواد البروتينية أي تكسيرها إلى جزيئات صغيرة، حيث تقوم جدران المعدة القوية بالضغط على الطعام لمدة 4 ساعات يتحول بعدها الطعام إلى شبه سائل بعد هذا يمر الطعام عبر فتحة البواب إلى الأثنى عشر الذي يعتبر الجزء الأول من الأمعاء الدقيقة والتي يبلغ طولها حوالي 20 قدمًا في الشخص البالغ.
ولذلك فهي ملفوفة على بعضها البعض حتى يتسع لها تجويف البطن.
اعتلال المعدة هو مصطلح عام يستخدم لوصف أمراض المعدة . 
أمراض أو التهابات المعدة هو التهاب يصيب بطانة المعدة والأمعاء الدقيقة والأمعاء الغليظة. غالباً ما تسبِّب الجراثيم التهاب المعدة ؛ فهي تنتشر من خلال الأطعمة أو المياه الملوَّثة، ومن خلال الاختلاط مع شخص مصاب.

## الاضطرابات المزمنة
اضطرابات المعدة شائعة جدا وتحدث قدر كبير من الأمراض والمعاناة بين السكان. وتشير بيانات المستشفيات ان أكثر من 25٪ من السكان يعانون من نوع من اضطراب المعدة المزمن بما في ذلك آلام البطن و عسر الهضم. تحدث هذه الأعراض لفترات طويلة وتسبب المعاناة والتوقف عن العمل وهي تنجم سوء جودة الحياة. بالإضافة إلى ذلك، وزيارات الأطباء ونفقات الفحوصات ونتيجة العلاج في كثير من أيام التغيب عن العمل والتكلفة الهائلة على النظام المالي.

### التهاب المعدة
في المعدة يكون هناك توازن طفيف بين حمض وبطانة الجدار الذي يحميها المخاط. عندما تتعطل هذه البطانة المخاطية لأي سبب من الأسباب، الإشارات والأعراض من نتيجة الحموضة. هذا قد يؤدي إلى آلام في البطن العلوي، وعسر الهضم وفقدان الشهية، غثيان، والتقيؤ وحرقة. 
تشمل الأعراضُ الرئيسية لالتهاب المعدة: الإسهال المائي. وتشمل الأعراض الأخرى: ألم البطن. القشعريرة. الحمَّى. الصداع.
وجود دم في البراز وغالبا ما يكون أول علامة على أن هناك مشكلة في المعدة

### شلل المعدة
وهناك مشكلة أخرى طويلة الأجل شائعة جدا التي هي الآن أكثر تقدير هو شلل الجهاز الهضمي. يؤثر شلل الجهاز الهضمي على الملايين من الأفراد،
تقوم عضلات المعدة في حالتها الطبيعية بالانقباض بشدة لتدفع الطعام عبر الجهاز الهضمي إلا أن الوضع يختلف في حالة وجود خلل في هذه العضلات بحيث تعمل ببطأ أو تتوقف عن الانقباض تماماً مما يمنع المعدة من تفريغ محتوياتها إلى الأمعاء مما ينتج عنه عسر هضم وقيء متكرر مما يفسد نسب السكر في الدم ويؤدي إلى سوء التغذية.

### الإسهال
خلال الهضم، يتم تخزين المواد الغذائية في السائل الموجود في المعدة. الطعام الذي لم يهضم يسافر إلى الأمعاء الغليظة والقولون في شكل سائل. هذه الأجهزة تبدأ في امتصاص الماء تحول الغذاء إلى شكل أكثر صلابة. مختلفة الفيروسات أو بكتيريا
الإسهالُ يَعني الإصابة بتبرُّزٍ مائيٍّ رخو لأكثر من ثلاث مرّات في اليوم. قد يُصاب المريض أيضاً بمَغص وتطبُّل بطن وغثيان وبحاجةٍ مُلحَّة للتبرُّز. ورغم أنَّ الإسهالَ لا يكونُ مُؤذِياً عادةً، إلا أنَّه قد يُصبح خطيراً أو مؤشِّراً على مُشكلةٍ أشدّ. هُناك الكثيرُ من الأسباب للإسهال، ولا يمكن العثورُ على السّبب في العديد من الحالات.
- الإسهال الحاد: طلَق على الإسهال الذي يَستمرُّ لفترةٍ قصيرة اسمَ الإسهال الحادّ. الإسهالُ الحادّ مُشكلةٌ شائعة، وهو يستمرُّ عادةً ليومٍ أو يومين، لكنه قد يستمرّ لفترةٍ أطول.
- الإسهال المزمن: يُطلقُ على الإسهال الذي يستمرُّ لأربعة أسابيع على الأقلّ اسمَ الإسهال المُزمن.

### السرطان
سرطانات المعدة نادرة وحالات الإصابة تتناقص في جميع أنحاء العالم. تحدث سرطانات المعدة عادة نتيجة للتقلبات في مستوى الحموضة ويمكن أن تظهر بأعراض غامضة من امتلاء البطن، وفقدان الوزن وألم. ولا يعرف السبب الحقيقي من سرطان المعدة ولكن تم ربط الإصابة بفيروس  هيليكوباكتر بيلوري  فقر الدم الخبيث، مرض Menetriere، والمواد الحافظة والنيتروجينية في الغذاء.